# Sats (musik)
Sats (av tyska Satz, av setzen, sätta) betyder inom konstmusik en fristående, sammanhållen del av ett större musikaliskt verk i flera delar, exempelvis en sonat, konsert eller en symfoni. Varje enskild sats brukar ha en föredragsbeteckning som betecknar tempo och/eller karaktär.
I uttryck som polyfon sats, homofon sats etc., betyder ordet ungefär detsamma som kompositionsart. Ordet kan också syfta på hur stämföringen är konstruerad i ett flerstämmigt stycke, eller själva stycket sett ur den aspekten.